# Saint-André-les-Alpes
Saint-André-les-Alpes är en kommun i departementet Alpes-de-Haute-Provence i regionen Provence-Alpes-Côte d'Azur i sydöstra Frankrike. Kommunen ligger  i kantonen Saint-André-les-Alpes som ligger i arrondissementet Castellane. År 2022 hade Saint-André-les-Alpes 1 030 invånare.

## Befolkningsutveckling
Antalet invånare i kommunen Saint-André-les-Alpes
Referens: INSEE